# Дингелл, Джон
Джон Ди́нгелл (англ. John Dingell), полное имя Джон Дэ́вид Ди́нгелл-мла́дший (англ. John David Dingell Jr.; 8 июля 1926, Колорадо-Спрингс, Колорадо — 7 февраля 2019, Дирборн, Мичиган) — американский политик, член Палаты представителей США с 1955 года по 2015 год (последовательно от 15-го, 16-го, опять 15-го и, наконец, 12-го избирательных округов Мичигана). В 1981—1995 годах, а затем в 2007—2009 годах был председателем Комитета Палаты представителей США по энергетике и торговле. Проработав в Конгрессе США более 59 лет, он является абсолютным рекордсменом по этому показателю. В 1995—2015 годах он носил почётное звание старейшины Палаты представителей США, которое присваивается действующему члену палаты с наибольшим непрерывным стажем.

## Биография
Джон Дингелл-младший родился 8 июля 1926 года в Колорадо-Спрингс в семье Джона Дингелла-старшего и его жены Грейс Дингелл, урождённой Биглер (Grace Dingell, née Bigler). Отец происходил из семьи польских иммигрантов, носивших фамилию Дзеглевич (Dzieglewicz), но впоследствии изменил её на Дингелл. В том же 1926 году их семья переехала из Колорадо в Мичиган. В 1932 году Джон Дингелл-старший был избран членом Палаты представителей США от 15-го избирательного округа Мичигана — его работа на этом посту началась в январе 1933 года.
В 1938 году, в возрасте 12 лет, Джон Дингелл-младший работал в Палате представителей США в качестве юного сотрудника (англ. page). В 1944 году он окончил Джорджтаунскую подготовительную школу и начал службу в армии США. В 1945 году Дингелл окончил школу для кандидатов в офицеры в Форт-Беннинге (Джорджия), после этого служил в Панаме и получил звание второго лейтенанта, закончив свою службу в армии в 1946 году.
В 1949 году Дингелл окончил Джорджтаунский университет, получив степень бакалавра наук (B.S.) по химии, а в 1952 году в том же университете он получил степень доктора права (J.D.). После окончания университета он сначала работал помощником судьи в Детройте, затем, в 1953—1955 годах, занимался юридической практикой, а также работал заместителем прокурора округа Уэйн. В 1952 году Дингелл женился на Хелен Хенебри (Helen Henebry), впоследствии у них было четверо детей. Их брак распался в 1972 году.
19 сентября 1955 года скончался отец Дингелла — Джон Дингелл-старший, который к тому времени всё ещё работал членом Палаты представителей. Дингелл-младший решил побороться за пост, который освободился в связи со смертью его отца. 8 ноября 1955 года в борьбе с 13-ю соперниками он победил на первичных выборах от демократической партии. Затем, на специальных декабрьских выборах от 15-го избирательного округа Мичигана, набрав 76 % голосов, Дингелл победил кандидата от республиканской партии Томаса Бреннана и стал членом Палаты представителей США.
Через год, в ноябре 1956 года, Дингелл участвовал в регулярных выборах члена Палаты представителей США от 15-го избирательного округа Мичигана. Он опять победил, на этот раз набрав 74 % голосов. После этого Дингелл многократно побеждал на выборах в Конгресс США, проходивших каждые два года: в 1958, 1960 и 1962 годах — от 15-го избирательного округа, в 1964, 1966, 1968, 1970, 1972, 1974, 1976, 1978, 1980, 1982, 1984, 1986, 1988, 1990, 1992, 1994, 1996, 1998 и 2000 годах — от 16-го избирательного округа, в 2002, 2004, 2006, 2008 и 2010 годах — опять от 15-го избирательного округа, и в 2012 году от 12-го избирательного округа Мичигана.
За время своей многолетней деятельности на посту члена Палаты представителей США Джон Дингелл был автором ряда инициатив и законопроектов. В марте 1956 года он призвал президента США Дуайта Эйзенхауэра прекратить федеральное финансирование в тех регионах, где продолжалась поддержка расовой сегрегации в школьном обучении. В январе 1957 года Дингелл внёс на рассмотрение законопроект о медицинском страховании. Он также был одним из инициаторов принятия в 1957 году закона о гражданских правах. В 1961 году законопроект Дингелла о водно-болотных угодьях получил статус закона. В том же году Дингелл подготовил предложение об усилении федерального контроля за загрязнением воды, а также законопроект, обязывающий фармацевтические компании давать более подробную информацию на этикетках их продукции. В 1969—1971 годах он активно выступал за увеличение финансирования, связанное с исполнением закона о чистоте воды, что способствовало пятикратному увеличению федеральных средств, выделенных для этих целей. В 1970 году Дингелл подготовил законопроект об охране окружающей среды, который обязывал федеральное правительство учитывать соответствующие факторы при принятии решений
.
Изначально поддержав войну во Вьетнаме, в марте 1970 года Дингелл выступил против решения президента Ричарда Никсона о военном вторжении в Камбоджу, а в 1971 году он стал оппонентом Никсона и по поводу вьетнамской войны, призвав полностью вывести войска США из Вьетнама. В 1974 году Дингелл поддержал импичмент президента Никсона, связанный с Уотергейтским скандалом. В 1972 году он участвовал в подготовке и принятии закона о защите морских млекопитающих. В 1973 году был принят закон о находящихся под угрозой видах, в работе над которым Дингелл принимал активное участие. В 1977 году ему удалось провести поправку к закону о чистоте воздуха, которая смягчала последствия ужесточения стандартов выбросов выхлопных газов для автопроизводителей и давала им время, необходимое для того, чтобы приспособиться к новым стандартам.
В январе 1981 года Дингелл был назначен председателем Комитета Палаты представителей США по энергетике и торговле — на этом посту он находился в 1981—1995 годах, в также в 2007—2009 годах. В том же 1981 году Дингелл объявил о своей помолвке с Деборой (Дебби) Инсли. В середине 1980-х годов Дингелл был одним из инициаторов борьбы с инсайдерской торговлей. С его помощью удалось убедить федеральное правительство в необходимости изучения степени загрязнения реки Руж и последующего выделения средств для её очистки. В 1990 году Дингелл участвовал в принятии поправок к закону о чистоте воздуха, направленных на введение более высоких стандартов чистоты (в том числе для автомобильных выхлопов), а также на уменьшение загрязнений, приводящих к возникновению кислотных дождей и разрушению озонового слоя. В 2001 году по инициативе Дингелла Конгресс США принял решение о создании международного заповедника дикой природы на реке Детройт.
С января 1995 года по январь 2015 года Дингелл был обладателем почётного звания старейшины Палаты представителей США, которое присваивается действующему члену палаты с наибольшим непрерывным стажем. В 2009 году Дингелл стал абсолютным рекордсменом по времени работы в Палате представителей США, обойдя по этому показателю конгрессмена из штата Миссисипи Джейми Уиттена, который был членом Палаты представителей с ноября 1941 года по январь 1995 года. Кроме этого, Джон Дингелл и Ральф Холл были последними ветеранами Второй мировой войны в составе Палаты представителей США.
24 февраля 2014 года Дингелл объявил, что он собирается уйти в отставку по окончании срока своих полномочий — в январе 2015 года — и, соответственно, не будет выставлять свою кандидатуру на выборах 2014 года. Через четыре дня после этого, 28 февраля 2014 года, жена Дингелла — Дебби Дингелл — заявила, что она собирается участвовать в избирательной кампании и поборется за место, остающееся вакантным после ухода её мужа. На состоявшихся в ноябре 2014 года выборах от 12-го избирательного округа Мичигана она победила кандидата от республиканской партии Терри Боумена (Terry Bowman) и, тем самым, стала преемницей своего мужа на посту члена Палаты представителей США.
В ноябре 2014 года президент Барак Обама наградил Джона Дингелла Президентской медалью Свободы. В представлении к награждению было указано, что Дингелл — рекордсмен по продолжительности работы в Конгрессе США и «один из наиболее влиятельных законодателей в истории».
Джон Дингелл скончался 7 февраля 2019 года в своём доме в Дирборне. Похоронен на Арлингтонском национальном кладбище.

## Память
С 1997 года имя Джона Дингелла носит расположенный в Детройте Медицинский центр департамента по делам ветеранов (англ. John D. Dingell Department of Veterans Affairs Medical Center). В меморандуме от 8 июля 1997 года, подписанном президентом Биллом Клинтоном, говорится, что имя Дингелла присвоено медицинскому центру в знак признания «лидерства и образцовой службы» конгрессмена, представляющего Мичиган в Палате представителей.